# المنيعية
المنيعية هي فيضة، ومنطقة عراقية في جنوب مركز قضاء السلمان، بمحافظة المثنى، بصحراء الحجرة بالبادية العراقية، جنوب العراق، كان بها بئر غزيرة بين العذوبة والملوحة حفَرها غنيم بن معيجل من فرقة العريف من الظفير في سنة 1940 م، البعد 70 كيلومتراً بين بئر المنيعية شرقاً ومدينة السلمان غرباً. كان بين بصية شرقاً والسلمان غرباً طريق طوله 245 كيلومتراً يبدأ من بصية ثم تكيد فيمرّ على جبد حيث هناك طريق سهل حتى يبلغ شعيب البوش حيث يتوعّر وتكثر حجارته، ثم يمر بالمنيعية التي هي كثيرة الحجارة، ثم يصل إلى درب الخائف الوعر ثم إلى هدانية الوعرة كذلك ثم يمضي 15 كيلومتراً إلى مدينة السلمان.